# بوئینگ ایکس-۵۳
بوئینگ ایکس-۵۳ هواپیمای ساخت شرکت‌های مکدانل داگلاس و نورثروپ آمریکایی است که هم‌اکنون در حال ثبت فناوری است و توسط ناسا به کار گرفته شده‌است.